# Før stormen (film fra 2000)
Før stormen er en svensk dramafilm fra 2000 instrueret af Reza Parsa, der skrev manuskriptet i samarbejde med Mikael Bengtsson. Filmen fik premiere i Sverige den 22. september 2000.

## Handling
En mellemøstlig taxachauffør, der bor i Sverige sammen med sin datters klassekammerat, oplever, at hans liv synker ned i kaos, terrorisme og fortidens dæmoner.

## Medvirkende (i udvalg)
- Per Graffman som Ali
- Maria Lundqvist som Alis kone
- Sasha Becker som Sara
- Martin Wallström som Danne
- Emil Odepark som Leo
- Christer Fant som Leos far
- Tintin Anderzon som Leos mor
- Troels Lyby som lærer
- Claes Ljungmark som Johan Sander
- Fares Fares som gidseltager
- Johan Gry som politibetjent